# Myospila pallidibasis
Myospila pallidibasis este o specie de muște din genul Myospila, familia Muscidae, descrisă de John Richard Vockeroth în anul 1972. Conform Catalogue of Life specia Myospila pallidibasis nu are subspecii cunoscute.